# Guglionesi
Guglionesi is een gemeente in de Italiaanse provincie Campobasso (regio Molise) en telt 5315 inwoners (31-12-2004). De oppervlakte bedraagt 100,7 km², de bevolkingsdichtheid is 53 inwoners per km².

## Demografie
Guglionesi telt ongeveer 1996 huishoudens. Het aantal inwoners daalde in de periode 1991-2001 met 5,6% volgens cijfers uit de tienjaarlijkse volkstellingen van ISTAT.
| Jaar | Inwoneraantal |
| ---- | ------------- |
| 1991 | 5464          |
| 2001 | 5156          |

## Geografie
De gemeente ligt op ongeveer 369 m boven zeeniveau.
Guglionesi grenst aan de volgende gemeenten: Campomarino, Larino, Montecilfone, Montenero di Bisaccia, Palata, Petacciato, Portocannone, San Giacomo degli Schiavoni, San Martino in Pensilis, Termoli.
Acquaviva Collecroce · Baranello · Bojano · Bonefro · Busso · Campobasso · Campochiaro · Campodipietra · Campolieto · Campomarino · Casacalenda · Casalciprano · Castelbottaccio · Castellino del Biferno · Castelmauro · Castropignano · Cercemaggiore · Cercepiccola · Civitacampomarano · Colle d'Anchise · Colletorto · Duronia · Ferrazzano · Fossalto · Gambatesa · Gildone · Guardialfiera · Guardiaregia · Guglionesi · Jelsi · Larino · Limosano · Lucito · Lupara · Macchia Valfortore · Mafalda · Matrice · Mirabello Sannitico · Molise · Monacilioni · Montagano · Montecilfone · Montefalcone nel Sannio · Montelongo · Montemitro · Montenero di Bisaccia · Montorio nei Frentani · Morrone del Sannio · Oratino · Palata · Petacciato · Petrella Tifernina · Pietracatella · Pietracupa · Portocannone · Provvidenti · Riccia · Ripabottoni · Ripalimosani · Roccavivara · Rotello · Salcito · San Biase · San Felice del Molise · San Giacomo degli Schiavoni · San Giovanni in Galdo · San Giuliano del Sannio · San Giuliano di Puglia · San Martino in Pensilis · San Massimo · San Polo Matese · Sant'Angelo Limosano · Sant'Elia a Pianisi · Santa Croce di Magliano · Sepino · Spinete · Tavenna · Termoli · Torella del Sannio · Toro · Trivento · Tufara · Ururi · Vinchiaturo
1. ↑  https://demo.istat.it/?l=it.